# Neurypexina lamprocles
Neurypexina lamprocles är en fjärilsart som beskrevs av William Chapman Hewitson 1878. Neurypexina lamprocles ingår i släktet Neurypexina och familjen juvelvingar. Inga underarter finns listade i Catalogue of Life.